# Annita van der Hoeven
Annita Belinda van der Hoeven-Klooster (Rotterdam, 14 februari 1964) is een Nederlandse tv-presentatrice en tv-producente. Ze presenteerde het tv-programma Trendies Beauty van RTL 4.
Samen met Nina Brink heeft zij het productiebedrijf BV Friends overgenomen dat sindsdien verdergaat onder de naam Rec Media. Van der Hoeven is in 1998 getrouwd met de gewezen Ahold-topman Cees van der Hoeven. 